# Thabiso Mchunu
Thabiso Mchunu (ur. 4 marca 1988 w Ximba w prowincji KwaZulu-Natal) – południowoafrykański zawodowy bokser wagi junior ciężkiej.

## Kariera amatorska
Trenowany przez ojca miał długą karierę amatorską, z ponad 200 stoczonych walk przegrał tylko 13. Zdobył złoty medal w turnieju Copenhagen Cup w 2005 roku.

## Kariera zawodowa
Trenerem byli Alex Mchunu, ojciec pięściarza i Elias Tshabalala a obecnie jest nim Sean Smith.
28 lipca 2007 stoczył swój debiutancki pojedynek w boksie zawodowym pokonując rodaka Mzikayise Hlengwa (debiut). W 2011 po dziesięciu zwycięstwach miała miejsce pierwsza porażka Mchunu′a. Pokonał go 24 października przez techniczny nokaut w szóstej reprezentujący Demokratyczną Republikę Konga Zack Mwekassa (10-2-0, 14 KO). W następnym roku wygrał przed czasem w pierwszej rundzie z rodakami z Lesley′em Khumalo (debiut), dwukrotnie z Flo Simbą (12-3-0 10 KO) oraz Daniem Venterem (15-5-0, 14 KO) w piątej.
3 sierpnia 2013 Mchunu w swoim debiucie na amerykańskim rynku sprawił ogromną niespodziankę, wygrywając wysoko na punkty z faworyzowanym Eddie Chambersem (36-3-0, 22 KO). W 2014 odprawił jeszcze dwóch wartościowych rywali, 24 stycznia w Atlantic City Nigeryjczyka Olanrewaju Durodola (17-1-0, 15 KO) zdobywając po drodze tytuł mistrza Ameryki Północnej oraz w Mashantucket 29 września, Amerykanina Garretta Wilsona (13-7-1, 7 KO).
16 maja 2015 w Durbanie w Republice Południowej Afryki w pojedynku o status oficjalnego pretendenta do tytułu WBC w wadze junior ciężkiej, został znokautował w jedenastej rundzie przez reprezentant Kongo Ilungę Makabu (19-1, 18 KO). Po pierwsze czterech rundach wygrywał na punkty Mchunu (39:37 i 40:36, 40:36). W połowie pojedynku przewagę zaczął uzyskiwać Makabu, który w jedenastej rundzie po lewym podbródkowym popartym lewym sierpem zakończył starcie.
17 grudnia 2016 w Inglewood w Kalifornii, w walce o tytuł mistrza świata federacji WBO przegrał przez nokaut w dziesiątej rundzie  z Ukraińcem Aleksandrem Usykiem (11-0, 10 KO).
25 listopada 2017w Mohegan Sun Casino w Uncasville przegrał z Constantinem Bejenaruem (13-0, 3 KO),sędziowie punktowali 98:91 i dwukrotnie 97:92 na pięściarza z Mołdawii.
21 grudnia 2019 w Krasnojarsku wygrał na punkty  115:112, 118:109 i 120:107 z Denisem Lebiediewem (32-3, 23 KO)

## Lista walk na zawodowym ringu
| Rezultat   | Bilans | Przeciwnik                   | Typ | Runda, czas  | Data                 | Miejsce                                 | Uwagi                                                                                       |
| ---------- | ------ | ---------------------------- | --- | ------------ | -------------------- | --------------------------------------- | ------------------------------------------------------------------------------------------- |
| Przegrana  | 23-6   | Ilunga Makabu (29-2)         | SD  | 12           | 29 stycznia 2022     | Packard Music Hall, Warren              | Walka o mistrzostwo świata federacji WBC                                                    |
| Wygrana    | 23-5   | Jewgienij Tiszczenko (8-0)   | UD  | 12           | 27 marca 2021        | RCC Boxing Academy, Ekaterinburg        | Walka o pas WBC Silver w wadze cruiser                                                      |
| Wygrana    | 22-5   | Denis Lebiediew (32-2)       | UD  | 12           | 21 grudnia 2019      | Ivan Yarygin Sports Palace, Krasnoyarsk | Walka o pas WBC Silver w wadze cruiser                                                      |
| Wygrana    | 21-5   | Willbeforce Shihepo (25-11)  | RTD | 2 (10)       | 20 października 2019 | Time Square, Menlyn, Pretoria           |                                                                                             |
| Wygrana    | 20-5   | Thomas Oosthuizen (28-1-2)   | UD  | 12           | 8 grudnia 2018       | Emperors Palace, Kempton Park           |                                                                                             |
| Porażka    | 19-5   | Thomas Oosthuizen (27-1-2)   | MD  | 12           | 1 września 2018      | Emperors Palace, Kempton Park           |                                                                                             |
| Wygrana    | 19-4   | Ricards Bolotoniks (11-4-1)  | TKO | 6 (10)       | 23 czerwca 2018      | Emperors Palace, Kempton Park           |                                                                                             |
| Porażka    | 18-4   | Constantin Bejenaru (12-0)   | UD  | 10           | 25 listopada 2017    | Mohegan Sun Casino, Uncasville          |                                                                                             |
| Wygrana    | 18-3   | Johnny Muller (20-7-2)       | UD  | 12           | 10 czerwca 2017      | Emperors Palace, Kempton Park           |                                                                                             |
| Porażka    | 17-3   | Ołeksandr Usyk (10-0-0)      | KO  | 9 (12) 1:53  | 17 grudnia 2016      | Inglewood, Kalifornia                   | Walka o mistrzostwo świata federacji WBO                                                    |
| Porażka    | 17-2   | Ilunga Makabu (18-1-0)       | KO  | 11 (12)      | 16 maja 2015         | Durban, KwaZulu-Natal                   | Eliminator do walki o mistrzostwo świata federacji WBC                                      |
| Zwycięstwo | 17-1   | Garrett Wilson (13-7-1)      | UD  | 10           | 20 września 2014     | Mashantucket, Connecticut               |                                                                                             |
| Zwycięstwo | 16-1   | Olanrewaju Durodola (17-1-0) | UD  | 10           | 24 stycznia 2014     | Atlantic City, New Jersey               | Zdobył wakujący tytuł NABF kategorii junior ciężkiej                                        |
| Zwycięstwo | 15-1   | Eddie Chambers (36-3-0)      | UD  | 10           | 3 sierpnia 2013      | Uncasville, Connecticut                 |                                                                                             |
| Zwycięstwo | 14-1   | Danie Venter (15-5-0)        | KO  | 5 (12) 1:52  | 10 listopada 2012    | Kempton Park, Gauteng                   | Zdobył wakujący tytuł African Boxing Union kategorii junior ciężkiej                        |
| Zwycięstwo | 13-1   | Flo Simba (12-3-0)           | TKO | 1 (10) 2:46  | 22 września 2012     | Kempton Park, Gauteng                   |                                                                                             |
| Zwycięstwo | 12-1   | Flo Simba (12-2-0)           | TKO | 1 (8) 2:53   | 16 czerwca 2012      | Kempton Park, Gauteng                   |                                                                                             |
| Zwycięstwo | 11-1   | Lesley Khumalo (debiut)      | KO  | 1(4)         | 3 marca 2012         | Durban, KwaZulu-Natal                   |                                                                                             |
| Porażka    | 10-1   | Zack Mwekassa (10-2-0)       | TKO | 6 (8) 1:45   | 24 września 2011     | Kempton Park, Gauteng                   |                                                                                             |
| Zwycięstwo | 10-0   | Danie Venter (11-4-0)        | MD  | 8            | 4 czerwca 2011       | Kempton Park, Gauteng                   |                                                                                             |
| Zwycięstwo | 9-0    | Daniel Bruwer (21-1-1)       | UD  | 12           | 5 listopada 2010     | Durban, KwaZulu-Natal                   | Obrona tytułu RPA kategorii junior ciężkiej; pozbawiony tytułu za niestosowanie się do wagi |
| Zwycięstwo | 8-0    | Ruben Groenewald (23-7-3)    | TKO | 4 (12) 1:31  | 22 stycznia 2010     | Bloemfontein, Free State                | Obrona tytułu RPA kategorii junior ciężkiej                                                 |
| Zwycięstwo | 7-0    | Soon Botes (27-12-0)         | TKO | 8 (12) 2:21  | 15 maja 2009         | Sasolburg, Free State                   | Obrona tytułu WBA Pan African i RPA kategorii junior ciężkiej                               |
| Zwycięstwo | 6-0    | Marciano Commey (18-9-0)     | KO  | 1 (12) 0:32  | 10 października 2008 | Bloemfontein, Free State                | Zdobył wakujący tytuł WBA Pan African kategorii junior ciężkiej                             |
| Zwycięstwo | 5-0    | Sean Santana (4-1-0)         | TKO | 7 (12), 1:07 | 11 lipca 2008        | Johannesburg, Gauteng                   | Obrona tytułu RPA kategorii junior ciężkiej                                                 |
| Zwycięstwo | 4-0    | Patrick Madzinga (8-12-2)    | TKO | 9 (12) 2:07  | 29 lutego 2008       | Johannesburg, Gauteng                   | Zdobył wakujący tytuł RPA kategorii junior ciężkiej                                         |
| Zwycięstwo | 3-0    | Jacques Moussisi (1-2-0)     | TKO | 1 (4)        | 11 stycznia 2008     | Welkom, Free State                      |                                                                                             |
| Zwycięstwo | 2-0    | Kleinboy Maqashane (0-1-0)   | TKO | 1 (4)        | 10 listopada 2007    | Johannesburg, Gauteng                   |                                                                                             |
| Zwycięstwo | 1-0    | Mzikayise Hlengwa (debiut)   | PTS | 4 (4)        | 28 lipca 2007        | Durban, KwaZulu-Natal                   | debiut zawodowy                                                                             |

TKO – techniczny nokaut, KO – nokaut, UD – jednogłośna decyzja, SD- niejednogłośna decyzja, MD – decyzja większości, PTS – walka zakończona na punkty